# 2K Marin
2K Marin はアメリカ合衆国カリフォルニア州ノバトとオーストラリアキャンベラに拠点を置くアメリカ合衆国とオーストラリアのコンピュータゲーム開発会社である。プレスリリースによると、スタジオの主な焦点は新規IPとほかの2K Studioとの共同開発製品の開発によせられている。
2K Marinは、ノバトスタジオBioshockのリリースの後にIrrational Games(短期間2K Boston/2K Australiaという名前であった)から派生した。2K Australia、つまりキャンベラスタジオはもともとIrrational Gamesの一部だった。新たなXCOMのゲームの発表に際して、2010年に2K Marinの一部となった。しかし、2K Marinの業績悪化のため、2K Australiaは、2011年に再び独立企業となった。

## 作品リスト
| 発売年 | 作品名    | プラットフォーム | プラットフォーム | プラットフォーム | プラットフォーム |
| 発売年 | 作品名    | Mac              | PS3              | Win              | X360             |
| ------ | --------- | ---------------- | ---------------- | ---------------- | ---------------- |
| 2008   | Bioshock  | -                | ○                | ○                | ○                |
| 2010   | Bioshock2 | ○                | ○                | ○                | ○                |
| 2013   | XCOM      | -                | ○                | ○                | ○                |